# José Manuel Capote
José Manuel Capote Sosa (16 de septiembre de 1836/1842, Bayamo (Oriente, Cuba) - 11 de noviembre de 1934, Bayamo, Cuba) fue un militar y político cubano que luchó en la Guerra de Independencia de Cuba, en el bando libertador. Fue alcalde de Bayamo y hermano del coronel del Ejército Libertador Gonzalo Capote.

## Primeros años
Según la página web EcuRed, José Manuel Capote nació el 16 de septiembre de 1842. Sin embargo, el historiador y periodista cubano Jorge Quintana señala que nació el 16 de septiembre de 1836.  En cualquier caso, según su expediente personal correspondiente a los registros del Ejército Libertador, nació en Bayamo, Cuba. Fue hijo de Manuel Antonio Capote y María Josefa Sosa, ambos procedentes de las Islas Canarias (y, según el periodista canario Luis Felipe Gómez Wangüemert, eran originarios de La Palma). 
Tuvo, al menos, cinco hermanos: Gonzalo (que terminó la guerra como coronel del Ejército Libertador), Rafael, José Joaquín (ambos murieron en combate durante la Guerra de los Diez Años), Fernando (quien murió enfermo en un campamento mambí comenzada la contienda de 1895) y Francisco. Todos ellos también participarían en la Guerra de la Independencia cubana junto a José.

## Carrera militar

### Guerra de los Diez Años
El 13 de octubre de 1868, se unió, junto a Luis Figueredo, al Ejército Libertador en Holguín, participando en la Toma de Bayamo, entre 18 y el 20 de octubre del mismo año. 
Más tarde, el 10 de febrero de 1874, luchó en el ejército del mayor general Máximo Gómez, en la Batalla del Naranjo-Mojacasabe. A esta le siguió, entre el 15 y el 19 de marzo de ese año, la Batalla de las Guásimas. Fue nombrado Teniente Coronel en 1875. 
En 1876, en el Regimiento Bonilla, logró distinciones, en la Toma de Guáimaro (3 de enero), Las Tunas (entre el 23 y 26 de septiembre) y Guisa.

### Guerra Chiquita y Tregua Fecunda
Posteriormente participó en la Guerra Chiquita donde, en agosto de 1879, fue capturado por el ejército español, que lo encerró en las prisiones de Chafarinas, Cádiz, durante cuatro años. 
En 1890, participó en la fallida conspiración conocida como la "Paz del Manganeso".

### Guerra del 95
En la Guerra del 95 lideró a 40 soldados en una zona situada entre Cauto el Paso y Bayamon, integrándose luego en el ejército del mayor general Bartolomé Masó en Corralillo, cerca de Guisa. El 24 de febrero de 1895 fue ascendido a Coronel.
El 1 de abril de 1895 luchó en Los Moscones. El 6 de junio inició la Campaña Circular, luchando en ella en su primera etapa. Así, fue ascenddio a general de brigada el 5 de junio de 1895.
A la Campaña Circular le siguieron en el mismo año sus combates en Altagracia (14 de junio), La Ceja (16 de junio), El Mulato (19 de junio) y San Jerónimo (22 de junio). Pero luego el 1 de julio de ese año, tuvo que volver a Las Tunas, bajo órdenes de Máximo Gómez, a cuyo ejército pertenecía desde que comenzó la Guerra de 1895, tras la cual el 11 de agosto de 1895 lucgaría en el Combate de Sao Claro.
Las acciones que ejerció durante la Campaña contribuyeron a que la columna invasora, dirigida por el mayor general Antonio Maceo, pasara la Trocha de Júcaro a Morón. 
En febrero de 1896 lideraba la Tercera División del Segundo Cuerpo, luchando en Las Tunas y el occidente de Holguín. El 29 de agosto de 1896 fue elevado a General de División.
Formó parte del ejército del mayor general Calixto García, al menos, entre octubre de 1896 y abril de 1898. Así, durante su estancia en este ejército, luchó en  Guáimaro (entre el 17 y 28 de octubre de 1896), Jiguaní (12 de marzo de 1897), Las Tunas (entre el 28 y 30 de agosto de 1897, cuando fue ascendido a Mayor General), Guisa (28 de noviembre de 1897), y en el asalto a Bayamón (28 de abril de 1898), ocupando al siguiente mes los poblados de San Miguel, Maniabón y Puerto Padre.  
Entre el 16 y 17 de agosto de 1898 luchó en el último combate de la campaña militar, Combate de Auras.

## Últimos años
Tras terminar la guerra y ser Cuba ocupada militarmente por EE. UU., el nuevo gobierno militar de ese país en Cuba lo nombró alcalde de la cárcel de Santiago de Cuba. Capote fue también alcalde de Bayamo. 
Contrario a las políticas del presidente Mario García Menocal, se rebeló contra su reelección en febrero de 1917. Según el periodista canario Luis Felipe Gómez Wangüemert, pocas semanas antes de su muerte fue condecorado con la Gran Cruz de Carlos Manuel de Céspedes. Murió el 11 de noviembre de 1934 en Bayamo.

## Vida personal
José Manuel Capote tuvo, al menos, dos hijos: Enrique y Miguel Capote Frías. Ambos también participaron en la Guerra de la Independencia desde el inicio de la misma hasta el final, logrando los grados de Comandante y Sargento respectivamente.